# 68 Лето
68 Лето (лат. 68 Leto) је астероид главног астероидног појаса са пречником од приближно 122,57 km.
Афел астероида је на удаљености од 3,299 астрономских јединица (АЈ) од Сунца, а перихел на 2,263 АЈ.
Ексцентрицитет орбите износи 0,186, инклинација (нагиб) орбите у односу на раван еклиптике 7,973 степени, а орбитални период износи 1694,370 дана (4,638 године).
Апсолутна магнитуда астероида је 6,78 а геометријски албедо 0,228.
Астероид је откривен 29. априла 1861. године.